# Lápi sisakgomba
A lápi sisakgomba (Galerina paludosa) a Hymenogastraceae családba tartozó, Európában és Észak-Amerikában honos, tőzeglápokon élő, nem ehető gombafaj. 

## Megjelenése
A lápi sisakgomba kalapja 1-2,5 (3,5) cm széles, alakja eleinte tompán kúpos vagy domború, később harangszerű vagy szélesen domború, közepén lapos púppal. Felszíne fiatalon bársonyos, később sima. Szélén és a kalapon is apró, fehér burokmaradványok lehetnek. Higrofán: színe fiatalon és nedvesen a legsötétebb, vörösbarna vagy okkerbarna; megszáradva okkeresre vagy tompa sárgásbarnásra fakul. Széle nedvesen áttetszően bordázott. 
Húsa nagyon vékony, törékeny; színe fehéres, a kalapbőrnél barnás. Szaga és íze nem jellegzetes. 
Vastag, ritkás lemezei tönkhöz nőttek. Színük méz- vagy halványbarna, később okkerbarna; éle fehéres. Blades
Tönkje 7-16 cm magas és 1,5-3 mm vastag. Alakja egyenletesen hengeres, gyakran görbült, törékeny. Színe halvány sárgásbarna. Felszínén széles gallérzóna formájában pikkelyes-szálas, fehér burokmaradványok láthatók, többnyire a gallérzóna alatt is. 
Spórapora rozsdabarna. Spórája széles tojásdad, sima vagy nagyon finoman szemölcsös, mérete 9-10,5 x 6-7 µm.

### Hasonló fajok
A nagyon hasonló tőzeges sisakgomba tönkje nem fehéren pikkelyes. Összetéveszthető a súlyosan mérgező fenyves sisakgombával is. 

## Elterjedése és termőhelye
Európában és Észak-Amerikában honos.
Csak tőzeglápokon él a moha között, annak parazitája. Júliustól októberig terem.  
Nem ehető és mérgező fajokkal is könnyen össze lehet téveszteni. 

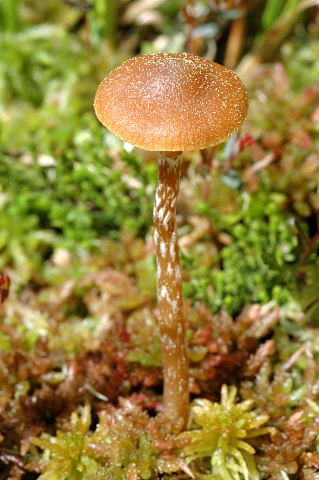
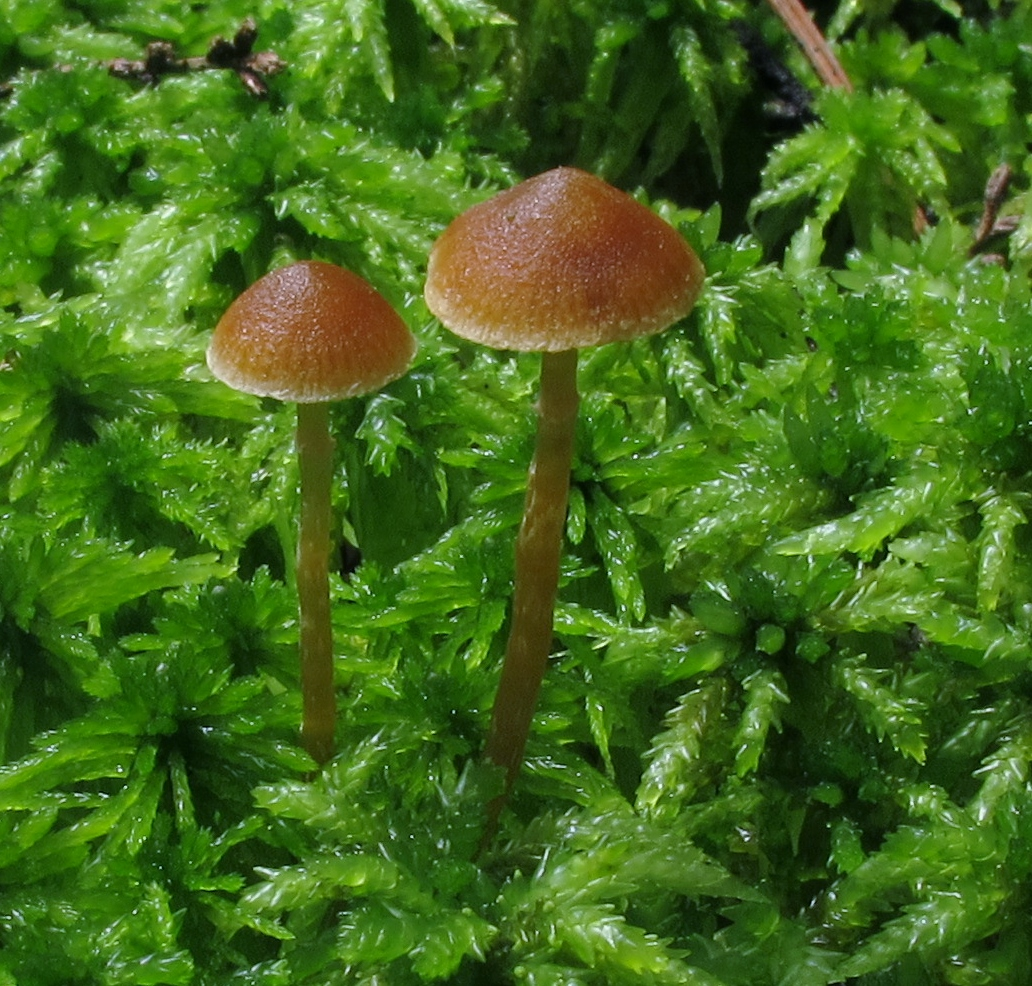
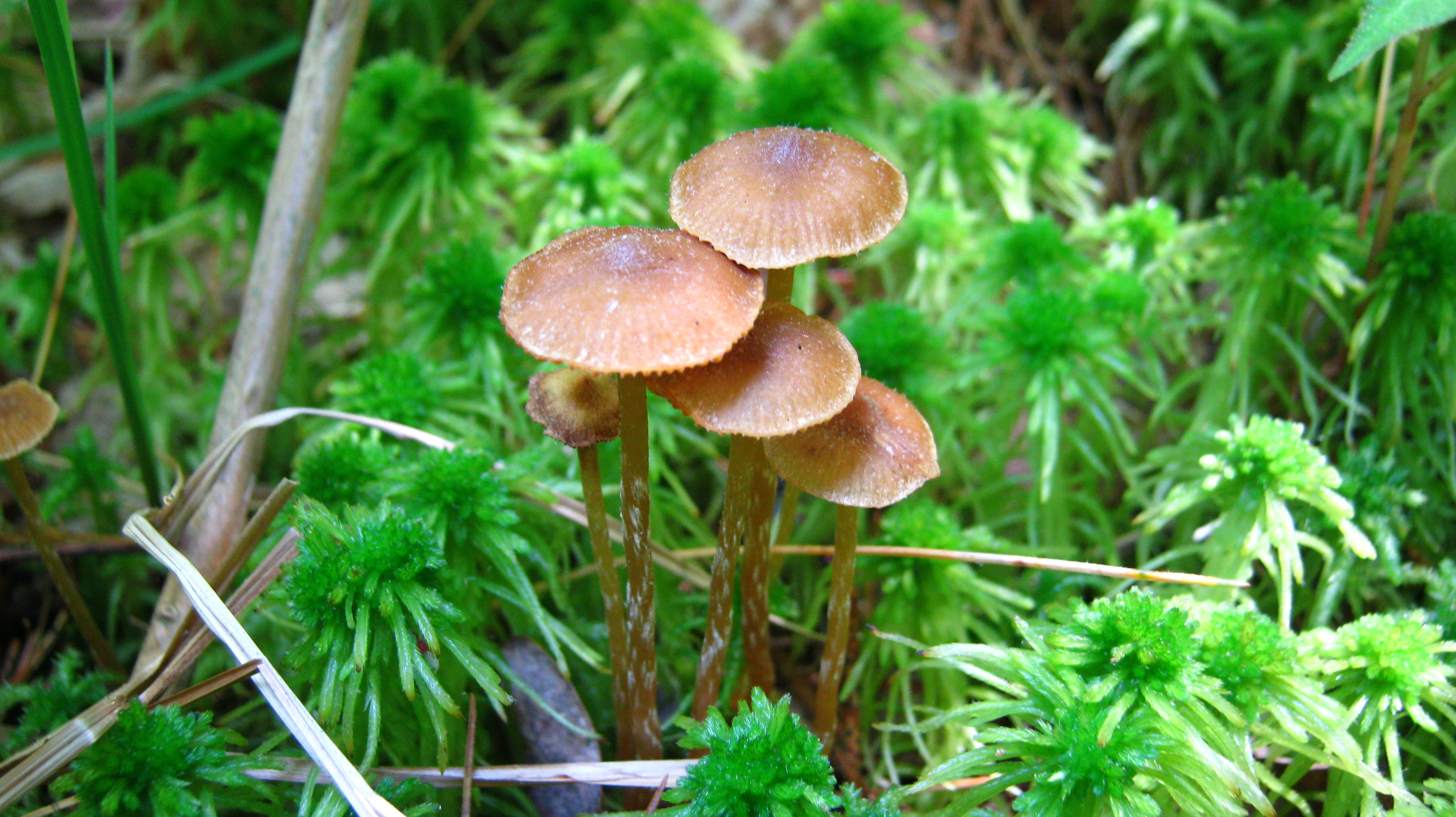
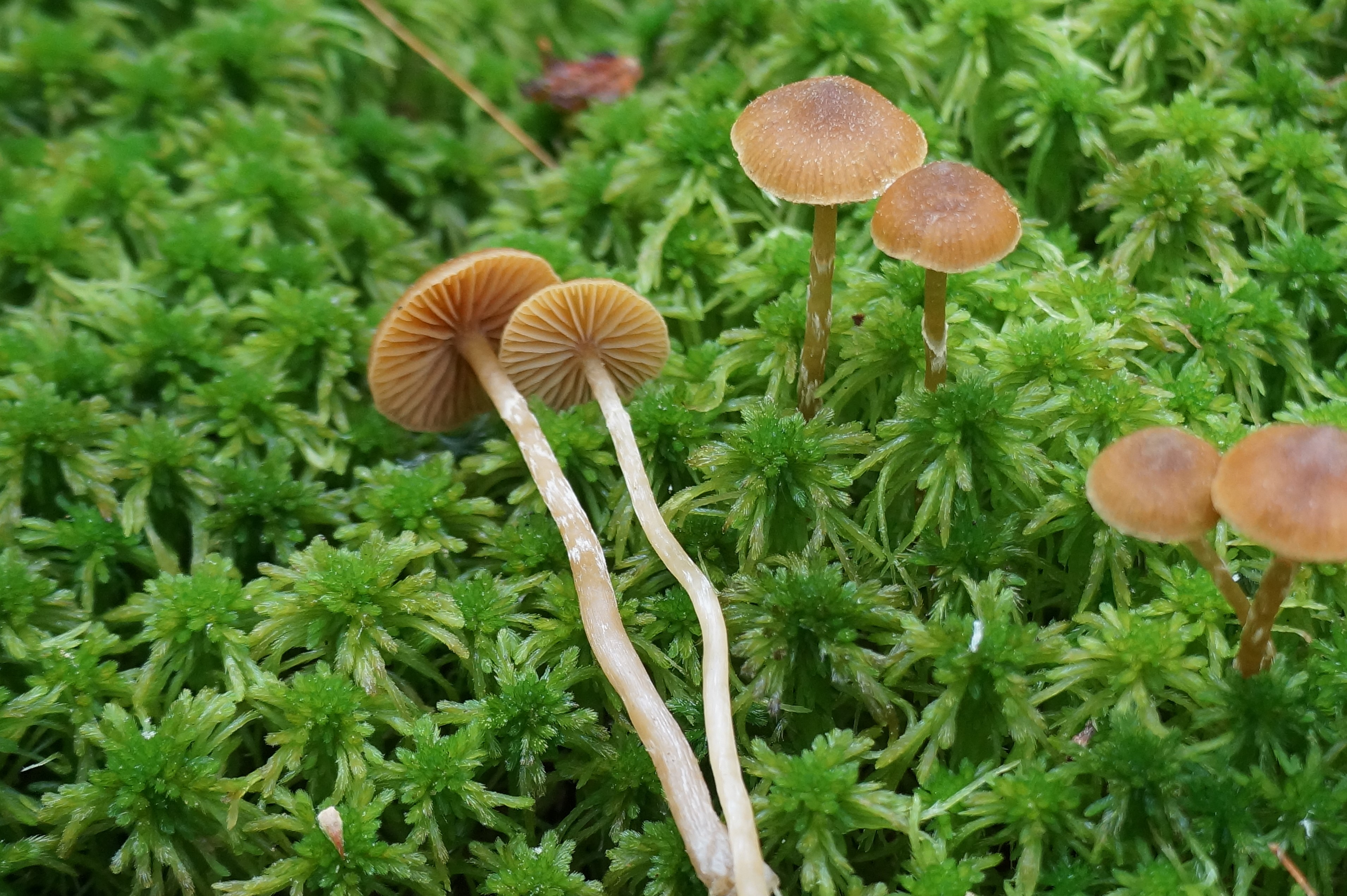
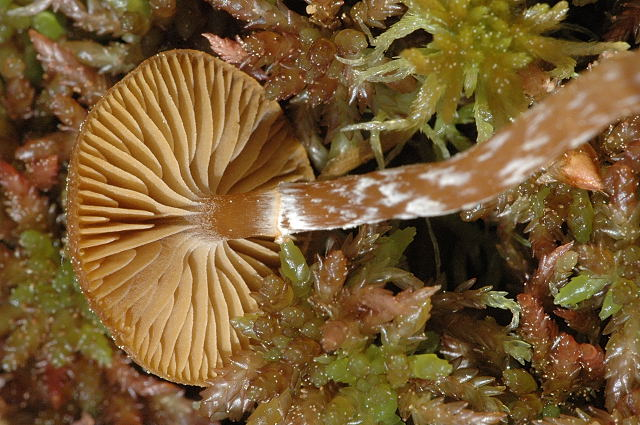